# Steven Silverman
Steven Silverman (* 10. Juni 1988 in Derwood, Maryland) ist ein professioneller US-amerikanischer Pokerspieler. Er gewann 2013 das High Roller der European Poker Tour sowie das Alpha8 der World Poker Tour.

## Persönliches
Silverman wuchs gemeinsam mit einem älteren Bruder in Derwood auf. Er begann ein Mathematikstudium an der University of Maryland, das er jedoch abbrach. Später kehrte er an die Universität zurück und machte Abschlüsse in Biochemie und Ernährungswissenschaften. Silverman lebt in Washington, D.C.

## Pokerkarriere
Silverman lernte Poker im Alter von 14 Jahren in einem Feriencamp und begann mit dem Spielen von Onlinepoker. Nach dem Abbruch seines ersten Studiums begann er gemeinsam mit Greg Merson das Spielen in lokalen Cash-Game-Runden. Zudem besuchte er gelegentlich das Turning Stone Resort Casino in Verona im US-Bundesstaat New York, wo er sich mit anderen jungen Spielern wie Christian Harder und Randal Flowers anfreundete. Dort erzielte er Mitte Oktober 2007 auch seine erste Geldplatzierung bei einem Live-Turnier. Von September 2006 bis Mai 2015 spielte Silverman auf den Onlinepoker-Plattformen PokerStars, Full Tilt Poker, Bodog, UltimateBet und Absolute Poker unter dem Nickname Zugwat. In dieser Zeit erspielte er sich mit Turnierpoker Preisgelder von knapp 1,5 Millionen US-Dollar.
Anfang November 2007 belegte er beim Main Event der World Poker Tour (WPT) in Niagara Falls den mit rund 65.000 Kanadischen Dollar dotierten zehnten Platz. Beim Main Event der Latin American Poker Tour in San José wurde Silverman im Mai 2008 Dritter und erhielt mehr als 100.000 US-Dollar. Im Mai 2009 beendete er das Main Event der European Poker Tour (EPT) in Monte-Carlo auf dem zwölften Rang, der mit 97.000 Euro bezahlt wurde. Im Juni 2012 war der Amerikaner erstmals bei der World Series of Poker (WSOP) im Rio All-Suite Hotel and Casino am Las Vegas Strip erfolgreich und kam zunächst bei einem Shootout-Turnier der Variante No Limit Hold’em in die Geldränge. Anschließend erreichte er bei einem Event in Pot Limit Omaha den Finaltisch und erhielt als Dritter rund 300.000 US-Dollar. Mitte Mai 2013 setzte sich Silverman beim EPT High Roller in Monte-Carlo durch und sicherte sich aufgrund eines Deals mit zwei anderen Spielern sein bisher höchstes Preisgeld von über 775.000 Euro. Ende August 2013 gewann er auch das Alpha8-Event der WPT in Hollywood, Florida, und erhielt eine Siegprämie von knapp 900.000 US-Dollar. Seine bis dato letzte Live-Geldplatzierung erzielte der Amerikaner bei der WSOP 2015.
Insgesamt hat sich Silverman mit Poker bei Live-Turnieren mehr als 3 Millionen US-Dollar erspielt.